# بخش اوستهامار
بخش اوستهامار (به سوئدی: Östhammars kommun) یک ناحیه شهری در سوئد است که در شهرستان اوپسالا واقع شده‌است.

## خواهرخوانده
شهر دوربی خواهرخواندهٔ بخش اوستهامار هست.